# Oliver Norwood
Oliver James Norwood (Burnley, Inglaterra, Reino Unido, 12 de abril de 1991) es un futbolista norirlandés. Juega de centrocampista y su equipo es el Stockport County F. C. de la League One.
Fue internacional absoluto con la selección de Irlanda del Norte desde 2010 hasta 2018.

## Trayectoria

### Inicios
Se inició en el fútbol con su hermano en clubes de su natal Burnley, cuando fue reclutado por el Manchester United a la edad de 7 años. 
Ya como profesional fue enviado a préstamo al Carlisle United el 16 de septiembre de 2010, donde debutó el 18 de septiembre de 2010 en el empate a cero ante el Brighton & Hove Albion. Jugó un total de siete encuentros con el Carlisle, hasta el mes de octubre cuando una lesión terminó con su cesión.
En sus años en el Manchester, además pasó a préstamo al Scunthorpe United y el Coventry City.

### Huddersfield Town
Dejó el Manchester United al final de la temporada 2011-12, para fichar por tres años con el Huddersfield Town en junio de 2012.

### Reading y Brighton & Hove Albion
Luego jugaría en el Reading durante dos temporadas, y el 3 de agosto de 2016 Norwood fichó por el Brighton & Hove Albion, donde debutó el 16 de agosto en la victoria 3-0 sobre el Rotherham United.
Jugó 33 encuentros en su primera temporada en Brighton, año en que el club quedó en segundo lugar de la clasificación y aseguró su ascenso a la Premier League.

#### Fulham (préstamo)
Para julio de 2017, fue enviado a préstamo al Fulham de la EFL Championship por toda la temporada. Jugó 41 partidos y anotó 5 goles esa temporada, e incluso jugó los play offs en que el Fulham logró el ascenso a la Premier League el 26 de mayo de 2018, cuando derrotó en la final al Aston Villa en el estadio de Wembley.

### Sheffield United
Para la temporada 2018-19 fue enviado a préstamo al Sheffield United. Debutó con el Sheffield contra el Hull City en la Copa de la Liga. Fichó permanentemente con el club el 1 de enero de 2019.

## Selección nacional

### Categorías menores de Inglaterra
A pesar de que nació en Inglaterra, Norwood tiene herencia norirlandesa. Y entre los años 2006 y 2007, jugó por Inglaterra en las categorías sub-16 y sub-17.

### Irlanda del Norte
Norwood debutó con la selección de Irlanda del Norte el 11 de agosto de 2010, en la victoria de visita por 2-0 a Montenegro, en un encuentro amistoso.

## Estadísticas

### Clubes
Actualizado al último partido disputado el 26 de enero de 2019.
| Manchester United Inglaterra                                                                                 | 1.ª           | 2009-10       | 0   | 0  | 0  | 0 | 0  | 0 | 0 | 0 | 0   | 0  |
| Manchester United Inglaterra                                                                                 | 1.ª           | 2010-11       | 0   | 0  | 0  | 0 | 0  | 0 | 0 | 0 | 0   | 0  |
| Manchester United Inglaterra                                                                                 | 1.ª           | 2011-12       | 0   | 0  | -  | - | -  | - | 0 | 0 | 0   | 0  |
| Manchester United Inglaterra                                                                                 | Total club    | Total club    | 0   | 0  | 0  | 0 | 0  | 0 | 0 | 0 | 0   | 0  |
| Carlisle United (préstamo) Inglaterra                                                                        | 3.ª           | 2010-11       | 6   | 0  | -  | - | -  | - | 1 | 0 | 7   | 0  |
| Carlisle United (préstamo) Inglaterra                                                                        | Total club    | Total club    | 6   | 0  | 0  | 0 | 0  | 0 | 1 | 0 | 7   | 0  |
| Scunthorpe United (préstamo) Inglaterra                                                                      | 3.ª           | 2011-12       | 15  | 1  | 1  | 0 | 1  | 0 | 1 | 0 | 18  | 1  |
| Scunthorpe United (préstamo) Inglaterra                                                                      | Total club    | Total club    | 15  | 1  | 1  | 0 | 1  | 0 | 1 | 0 | 18  | 1  |
| Coventry City (préstamo) Inglaterra                                                                          | 2.ª           | 2011-12       | 18  | 2  | -  | - | -  | - | - | - | 18  | 2  |
| Coventry City (préstamo) Inglaterra                                                                          | Total club    | Total club    | 18  | 2  | 0  | 0 | 0  | 0 | 0 | 0 | 18  | 2  |
| Huddersfield Town Inglaterra                                                                                 | 2.ª           | 2012-13       | 39  | 3  | 4  | 0 | 0  | 0 | - | - | 43  | 3  |
| Huddersfield Town Inglaterra                                                                                 | 2.ª           | 2013-14       | 40  | 5  | 2  | 1 | 3  | 0 | - | - | 45  | 6  |
| Huddersfield Town Inglaterra                                                                                 | 2.ª           | 2014-15       | 1   | 0  | -  | - | 1  | 0 | - | - | 2   | 0  |
| Huddersfield Town Inglaterra                                                                                 | Total club    | Total club    | 80  | 8  | 6  | 1 | 4  | 0 | 0 | 0 | 90  | 9  |
| Reading Inglaterra                                                                                           | 2.ª           | 2014-15       | 38  | 1  | 4  | 1 | -  | - | - | - | 42  | 2  |
| Reading Inglaterra                                                                                           | 2.ª           | 2015-16       | 43  | 3  | 5  | 0 | 2  | 0 | - | - | 50  | 3  |
| Reading Inglaterra                                                                                           | Total club    | Total club    | 81  | 4  | 9  | 1 | 2  | 0 | 0 | 0 | 92  | 5  |
| Brighton & Hove Albion Inglaterra                                                                            | 2.ª           | 2016-17       | 33  | 0  | 1  | 0 | 3  | 0 | - | - | 37  | 0  |
| Brighton & Hove Albion Inglaterra                                                                            | 1.ª           | 2017-18       | 0   | 0  | -  | - | -  | - | - | - | 0   | 0  |
| Brighton & Hove Albion Inglaterra                                                                            | 1.ª           | 2018-19       | 0   | 0  | -  | - | -  | - | - | - | 0   | 0  |
| Brighton & Hove Albion Inglaterra                                                                            | Total club    | Total club    | 33  | 0  | 1  | 0 | 3  | 0 | 0 | 0 | 37  | 0  |
| Fulham (préstamo) Inglaterra                                                                                 | 2.ª           | 2017-18       | 36  | 5  | 1  | 0 | 1  | 0 | 3 | 0 | 41  | 5  |
| Fulham (préstamo) Inglaterra                                                                                 | Total club    | Total club    | 36  | 5  | 1  | 0 | 1  | 0 | 3 | 0 | 41  | 5  |
| Sheffield United (préstamo) Inglaterra                                                                       | 2.ª           | 2018-19       | 22  | 2  | -  | - | 1  | 0 | - | - | 23  | 2  |
| Sheffield United Inglaterra                                                                                  | 2.ª           | 2018-19       | 4   | 0  | 0  | 0 | -  | - | 0 | 0 | 4   | 0  |
| Sheffield United Inglaterra                                                                                  | Total club    | Total club    | 26  | 2  | 0  | 0 | 1  | 0 | 0 | 0 | 27  | 2  |
| Total carrera                                                                                                | Total carrera | Total carrera | 278 | 21 | 18 | 2 | 12 | 0 | 5 | 0 | 313 | 23 |
| (1) Incluye datos del Football League Trophy (2010-11, 2011-12) y play offs de la EFL Championship (2017-18) |               |               |     |    |    |   |    |   |   |   |     |    |

### Selección nacional
| Adulta Irlanda del Norte | 2010          | 1  | 0 | -  | - | - | - | 1  | 0 |
| Adulta Irlanda del Norte | 2011          | 3  | 0 | 1  | 0 | - | - | 4  | 0 |
| Adulta Irlanda del Norte | 2012          | 2  | 0 | 2  | 0 | - | - | 4  | 0 |
| Adulta Irlanda del Norte | 2013          | 1  | 0 | 4  | 0 | - | - | 5  | 0 |
| Adulta Irlanda del Norte | 2014          | 3  | 0 | 4  | 0 | - | - | 7  | 0 |
| Adulta Irlanda del Norte | 2015          | 3  | 0 | 6  | 0 | - | - | 9  | 0 |
| Adulta Irlanda del Norte | 2016          | 5  | 0 | 8  | 0 | - | - | 13 | 0 |
| Adulta Irlanda del Norte | 2017          | 1  | 0 | 7  | 0 | - | - | 8  | 0 |
| Adulta Irlanda del Norte | 2018          | 2  | 0 | 3  | 0 | - | - | 5  | 0 |
| Adulta Irlanda del Norte | 2019          | 0  | 0 | 0  | 0 | - | - | 0  | 0 |
| Adulta Irlanda del Norte | Total         | 21 | 0 | 35 | 0 | 0 | 0 | 56 | 0 |
| Total carrera | Total carrera | 21 | 0 | 35 | 0 | 0 | 0 | 56 | 0 |
| (1) Incluye los partidos de la eliminatorias Eurocopa (2012, 2016), eliminatorias mundial (2014, 2018), Eurocopa (2016) y Liga de las Naciones (2018-19) |               |    |   |    |   |   |   |    |   |